# Allogalumna upoluensis
Allogalumna upoluensis är en kvalsterart som beskrevs av Hammer 1973. Allogalumna upoluensis ingår i släktet Allogalumna och familjen Galumnidae. Inga underarter finns listade i Catalogue of Life.